# Culicoides cochisensis
Culicoides cochisensis is een muggensoort uit de familie van de knutten (Ceratopogonidae). De wetenschappelijke naam van de soort is voor het eerst geldig gepubliceerd in 1967 door Wirth and Blanton.